# Scantrust
Scantrust — швейцарська компанія, яка надає платформу Інтернет речей для цифрового з'єднання продуктів та упаковки за допомогою захищених унікальних ідентифікаторів . Компанія розробила QR-код з додатковим рівнем захисту від копіювання, який базується на вставці шаблону виявлення копії або захищеної графіки, яка втрачає інформацію при її копіюванні . Ця технологія не потребує спеціальних матеріалів, чорнил та модифікацій друкарського обладнання . Дані аутентифікації та відстеження продукту можуть зберігатися у блокчейн .
QR-коди друкуються на упаковці товару та скануються за допомогою смартфона для автентифікації та відстеження продуктів . Компанія надає споживачам мобільний додаток, який вони можуть використовувати для сканування та виявлення підробок . Сканування коду за допомогою смартфона також може дозволити споживачам отримати інформацію про відстеження продукту . Також мобільний додаток для підприємств надається для працівників, дистриб'юторів та інспекцій .
Компанія бере участь у захисті та відстеженні товарів розкоші , харчових продуктів , промислових машин , фільтрів для води , кабелів , агрохімічної продукції  та фіскальних марок . Натан Дж. Андерсон — нинішній виконавчий директор Scantrust .

## Історія
Джастін Пікард, Натан Дж. Андерсон та Пол Лендрі заснували Scantrust наприкінці 2013 року . У 2014 році компанія отримала приз VentureKick . Стартове фінансування під керівництвом SOSV було отримано у 2015 році , а фінансування серії А під керівництвом Credit Suisse — у 2017 році . У 2016 році компанія стала партнером з Agfa-Gevaert для інтеграції її рішень у програмне забезпечення Agfa . У 2017 році Національний фінансовий інститут Аргентини випустив фіскальну марку, надруковану із захищеним QR-кодом Scantrust . Того ж року Scantrust був обраний VentureKick як Global Shaper 2013 року . У 2018 році на хакатоні, організованому Європейською Комісією "для формування та надання майбутньої інфраструктури для боротьби з підробками" , Scantrust та BigChainDB виграли як виклик споживачів, так і митний виклик (назва команди Fides) . Також це поклало початок партнерству з Hyperledger та реалізації блокчейн-відстеження за допомогою Hyperledger Sawtooth . У 2019 році Нідерландська Організація Стандартизації NEN оголосила, що використовуватиме захищені QR-коди Scantrust для забезпечення справжності своїх сертифікатів . Того ж року Scantrust уклав партнерство з HP Indigo для інтеграції своїх рішень на етикетки, надруковані на комерційних принтерах HP . У 2020 році Scantrust уклав партнерство з SAP, щоб забезпечити комплексне рішення для відстеження .